# センチメートル波
センチメートル波（センチメートルは）は、波長が1cmから10cm、3GHzから30GHzの周波数の電波をいう。英語ではSuper High Frequency、略してSHFと呼ばれる。

## 概要
極超短波（UHF）などとともにマイクロ波の一部である。
電波の中では比較的波長が短い方であり、直進性が強いのでエネルギーを集中させやすくアンテナ類も小さくできるが、ほとんど回折しないので電波遮蔽物の後方に回り込むことは少なく、電波の到達範囲が限定される。ミリ波に比べると雨や霧による影響が少ない。送信機／受信機とアンテナの間の伝送路として電線はあまり向かず、特に大電力の伝送では導波管が用いられることが多い。また、発振や変調などの回路にも比較的高度な技術が要求される。

## 利用
- BSやCSなどによる衛星放送
- 近距離での電波によるコンピュータ・ネットワークである無線LAN
- Wireless USB
- ETC
- レーダー
- 地上波テレビジョン放送（2019年現在、地上デジタル放送での実施例はない）
- アマチュア無線
- 移動体通信（5G）

## 日本での地上波テレビジョン放送
12.092 - 12.2GHz（チャンネルは63 - 80ch）が割り当てられ、1977年から高層建築物や飛行機による受信障害対策に利用された。1990年からは受信障害対策中継放送と定義されて利用されていたが、テレビ放送のデジタル化に伴い2011年7月24日に東北3県（福島・宮城・岩手）を除いた全国で廃止され、2012年3月31日に東北3県の延長措置終了に伴い全廃された。

## アマチュア無線
国際電気通信連合（ITU）の無線通信規則（RR）がアマチュア業務用にISMバンドや他の業務と共用するものを含めて分配している周波数を下表に示す。各国でアマチュア無線にこの表の周波数がすべて割り当てられているという意味ではない。
| バンド | 第1地域 アフリカ・ヨーロッパ | 第2地域 北アメリカ・南アメリカ・ハワイ | 第3地域 アジア・オセアニア（ハワイは除く） |
| ------ | ---------------------------- | -------------------------------------- | ------------------------------------------ |
| 9cm    | 3.4 - 3.475GHz               | 3.3 - 3.5GHz                           | 3.3 - 3.5GHz                               |
| 5cm    | 5.65 - 5.85GHz               | 5.65 - 5.925GHz                        | 5.65 - 5.85GHz                             |
| 3cm    | 10 - 10.5GHz                 | 10 - 10.5GHz                           | 10 - 10.5GHz                               |
| 1.2cm  | 24 - 24.25GHz                | 24 - 24.25GHz                          | 24 - 24.25GHz                              |

日本での割当てはアマチュア無線の周波数帯を参照。